# 丰武埃纳
丰武埃纳，是西班牙阿拉贡自治区萨拉戈萨省的一个市镇。 总面积26平方公里，总人口15人（2001年），人口密度1人/平方公里。